# Albert Schallehn
Johann Albert Eduard Schallehn (* 10. Februar 1797 in Prötzel; † 29. Dezember 1891 in Berlin) war ein deutscher Jurist und Politiker. Er war Bürgermeister von Stettin.

## Leben
Schallehn besuchte das Gymnasium zum Grauen Kloster in Berlin. 1815 nahm er als Freiwilliger am Krieg gegen Napoleon Teil. Nach dem Krieg studierte er Rechtswissenschaften und wurde 1817 Mitglied der Alten Halleschen Burschenschaft Germania und 1819 der Burschenschaft Guestphalia Halle. 1819 war er Sprecher der Burschenschaft. Nach seinem Studium war er in der Verwaltung der pommerschen Provinzhauptstadt Stettin tätig, ab 1832 als Syndikus. Von 1836 bis 1846 war er Zweiter Bürgermeister in Stettin und dann bis 1868 Erster Bürgermeister. Mit dem Titel eines Geheimen Regierungsrats trat er in den Ruhestand und lebte im Ruhestand in Berlin.
Schallehn gehörte in seiner Jugend zu den ersten Schülern und Vorturnern von Friedrich Ludwig Jahn. Als Bürgermeister engagierte er sich 1840 erfolgreich für das Wiedereinführen des Turnens in Stettin.

## Ehrungen
- Der 1847 gegründete Stettiner Turnverein (Korporation) machte ihn zu seinem Ehrenmitglied.[2]
- In Stettin war bis 1945 die Schallehn-Straße nach ihm benannt.